# Gustaf Ekstedt
Gustaf Ekstedt, född 31 mars 1772, död efter 1835, var en svensk instrumentmakare i Stockholm verksam 1812-1835. Han var även verksam 1805-1812 i S:t Petersburg. 

## Biografi
Ekstedt var 1819 bosatt i kvarteret Pomena större 1 i Storkyrkoförsamlingen i Stockholm.
Han gifte sig 4 november 1815 med Albertina Juliana Westén (född 1793). De fick tillsammans barnen  Julie Dorothé (född 1818). 1816 fick de en pojke som var död vid födseln.

## Medarbetare och gesäller
- 1819 - Anders Hulting.
- 1816 - Johan Eric Berglöf
- 1819 - Wilhelm Bothe